# Tiocianato hidrolasa
La tiocianato hidrolasa (EC 3.5.5.8) es una enzima que cataliza la siguiente reacción química:
Por lo tanto los tres sustratos de esta enzima son el tiocianato, iones hidrógeno y H
2O, mientras que sus tres productos son el sulfuro de carbonilo, el amonio y un grupo HO−
.
Esta enzima pertenece a la familia de las hidrolasas, más concretamente a aquellas hidrolasas que actúan sobre enlaces carbono nitrógeno que no son enlaces peptídicos, y más específicamente sobre nitrilos. El nombre sistemático de esta clase de enzimas es tiocianato aminohidrolasa. 

## Estudios estructurales
Hasta el año 2007 se habían resuelto cuatro estructuras para esta clase de enzimas, las cuales tienen los siguientes códigos de acceso a PDB: 2DD4, 2DD5, 2DXB, y 2DXC.